# Liste d'alignements mégalithiques de France
Cet article recense les alignements mégalithiques en France.

## Liste

### Alsace
- Haut-Rhin :
  - Alignements d'Appenthal, Guebwiller

### Aquitaine
- Pyrénées-Atlantiques :
  - Alignement de Peyrelade, Billère

### Bretagne
- Côtes-d'Armor :
  - Alignement de Bel-Air, Caurel
  - Alignement de la Ricolais, Évran
  - Alignement de Kersaliou, Kerien
  - Alignement de Port-Coeprenet, Motte
  - Alignement de Saint-André, Plédéliac
  - Alignement de Pleslin-Trigavou, Pleslin-Trigavou
  - Alignement de Poul-ar-Varquez, Pleubian
  - Alignement de Kernanouët, Saint-Gildas

- Finistère :
  - Alignement de Menez Argol, Argol
  - Alignement de An Eured Veign, Brasparts
  - Alignement de Leitan, Brennilis
  - Alignements de Lagatjar, Camaret-sur-Mer
  - Alignement de Guenvenez, Crozon
  - Alignement de Lostmarc'h, Crozon
  - Alignement de Raguenez, Crozon
  - Alignement de la Madeleine, Plomeur
  - Alignement de Kerziou, Plougastel-Daoulas
  - Alignement de Lannoulouarn, Plouguin
  - Alignement de Saint-Denec, Porspoder
  - Alignement de Traonigou, Porspoder
  - Tri Men, Saint-Goazec
  - Alignement de Kerprigent, Saint-Jean-du-Doigt
  - Menhirs de Lescorveau, Saint-Nic
  - Alignement du Bois du Duc, Spézet

- Ille-et-Vilaine :
  - Alignement du Bas Rocher, Ercé-près-Liffré
  - Alignement de la Bouaderie, Gosné
  - Alignement de la Baucelaie, Guipry-Messac
  - Alignement des Chevaleries, Guipry-Messac
  - Alignement de Bringuerault, Hédé-Bazouges
  - Cordon des Druides, Landéan
  - Demoiselles de Langon, Langon
  - Alignements de Lampouy, Médréac
  - Alignements de la Prise de Comper, Paimpont
  - Alignement du Bois de la Folie, Renac
  - Alignements des Anges, Sainte-Anne-sur-Vilaine
  - Alignement d'Allérac, Saint-Just
  - Alignement de Bocadève, Saint-Just
  - Alignement de Bosné, Saint-Just
  - Alignements du Moulin, Saint-Just
  - Les Roches Piquées, Saint-Just
  - Alignement de Saint-Lyphard, Thourie

- Morbihan :
  - Alignement de Kerjouanno, Arzon
  - Alignements de Kerdruellan, Belz
  - Alignement de Kornevec, Camors
  - Alignement de la Saude, Carentoir
  - Alignements de Carnac, Carnac :
    - Alignement de Crucuny
    - Alignement de Kerloquet
    - Alignement de Grand-Villarec
    - Alignement de Tri an Saint-Cornely
    - Alignement de Kermario
    - Alignement du Manio
    - Alignement du Ménec
    - Alignement de Kerlescan
    - Alignement de Klud Er Yer
    - Alignement de Moustoir

  - Alignement de la Baie de Saint-Jean, Crach
  - Alignements de Kerzérho, Erdeven
  - Alignements de Kerbernes, Erdeven
  - Alignements de Kerjean, Erdeven
  - Alignements de la Chaise de César, Erdeven
  - Mer-er-Morh, Erdeven
  - Alignement de Coëtplan, Guer
  - Alignement du Paluden, Hœdic
  - Alignement du Douet, Hœdic
  - Alignement du vieux Château, Hœdic
  - Menhirs de Brouel, Île-aux-Moines
  - Alignement de Crao-Braz-Conveau, Langonnet
  - Soldats de Saint-Cornely, Languidic
  - Alignements de Kerpenhir, Locmariaquer
  - Alignement du Bois-Solon, Malestroit
  - Alignement de Bonne-Chère, Malguénac
  - Alignement des Pierres droites, Monteneuf
  - Alignement de Rongouët, Nostang
  - Alignement de la Croix Peinte, Plaudren
  - Menhirs de Pont-Berto, Plaudren
  - Alignement de Kervarquer, Ploemel
  - Alignement du Vieux-Moulin, Plouharnel
  - Alignements de Sainte-Barbe, Plouharnel
  - Alignements du Gueldro, Plouhinec
  - Menhirs du Bonnet Rouge, Pluherlin
  - Alignement de la Forêt-de-Cadoudal, Plumelec
  - Alignement de la Saude, Quelneuc
  - Alignement de Guernangoué, Roudouallec
  - Alignement d'Evas, Saint-Laurent-sur-Oust
  - Alignements de Kerbourgnec, Saint-Pierre-Quiberon
  - Alignement de Kerdual, La Trinité-sur-Mer
  - Alignements du Petit-Ménec, La Trinité-sur-Mer

### Centre-Val de Loire
- Indre-et-Loire :
  - Trois Chiens, Rillé

### Corse
- Corse-du-Sud :
  - Alignement de Pacciunituli, San-Gavino-di-Carbini
  - Paddaghju, sur la commune de Sartène
  - Apazzu, commune de Sartène
  - I Stantari, commune de Sartène
  - Renaghju, commune de Sartène

- Haute-Corse :
  - Alignement du Monte Revincu, Santo-Pietro-di-Tenda

### Île-de-France
- Essonne :
  - Alignement des Pierres Frittes (Haute-Borne), Brunoy
  - Alignement des Pierres Frittes (Talma), Brunoy

### Languedoc-Roussillon
- Hérault :
  - Alignement de Saussenac, La Livinière

- Lozère :
  - Menhirs de Chabusses, Ispagnac
  - Menhirs de la Garde, Meyrueis

- Pyrénées-Orientales
  - Dolmen du Coll de la Farella

### Limousin
- Haute-Vienne :
  - Alignement du Pré d'avant Clédie, Château-Chervix

### Midi-Pyrénées
- Haute-Garonne :
  - Alignement de Cailhaou dets Pourrics, Billière

### Normandie
- Calvados :
  - Menhirs de la Plumaudière, Montchauvet

- Eure :
  - Alignement des Bruyères, Les Baux-Sainte-Croix

- Orne :
  - Menhirs des Crouttes, Échauffour

### Pays de la Loire
- Loire-Atlantique :

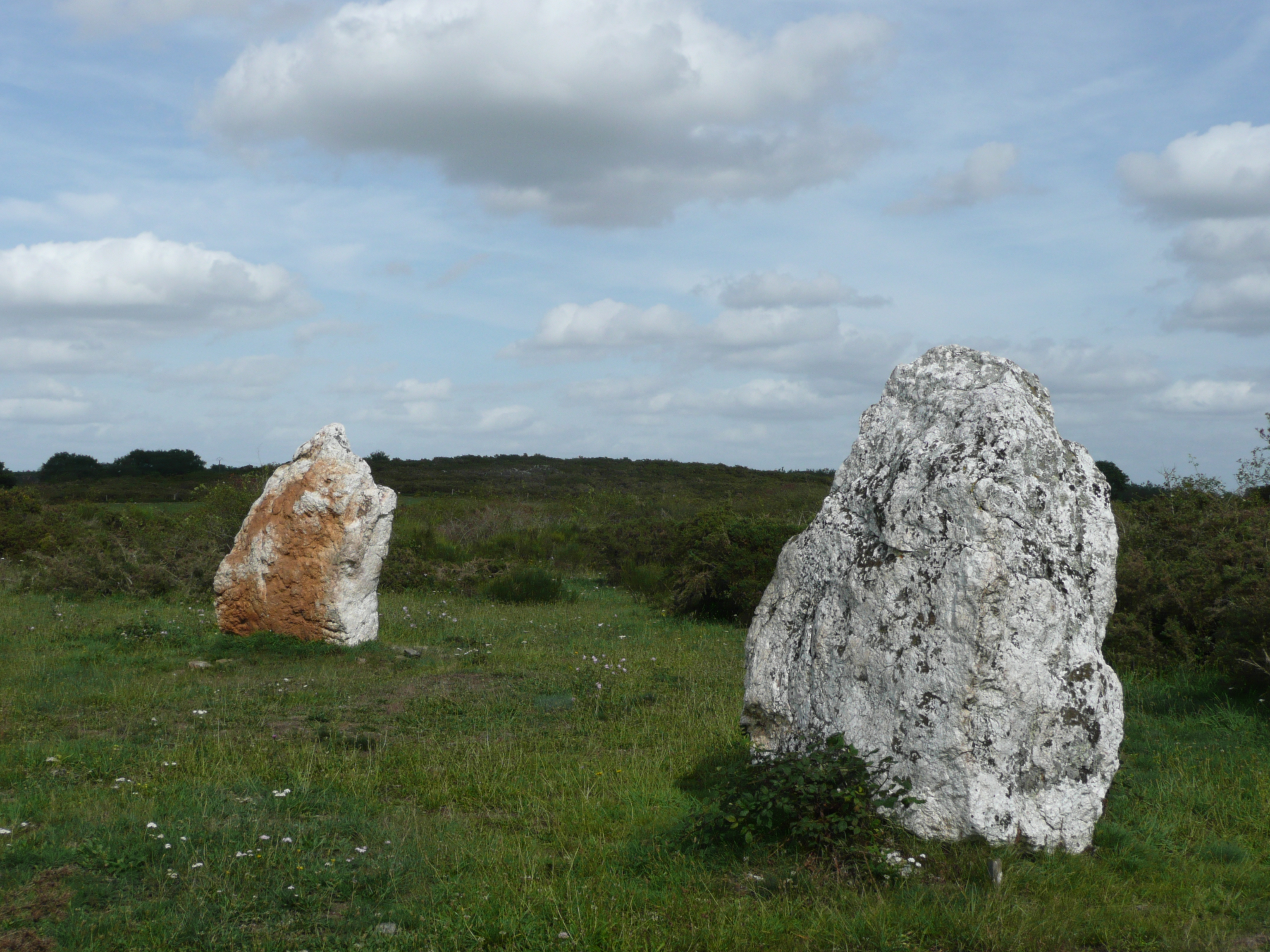
Les menhirs E et F de l'alignement de Bennefraye

  - Alignement des Hameaux du Parc, Besné
  - Alignement du Pilier, Le Gâvre
  - Alignement d'Arbourg, Herbignac
  - Alignement de l'Orme d'à-haut, Lusanger

- Maine-et-Loire :
  - Alignement de Bennefraie, Freigné

- Vendée :
  - Alignement de la Petite Pierre, Avrillé
  - Alignements du Bois du Fourgon, Avrillé

### Picardie
- Oise :
  - Alignement de Senlis, Senlis

- Somme
  - La Pierre qui pousse (Eppeville)

### Poitou-Charentes
- Charente-Maritime
  - Liste des sites mégalithiques de la Charente-Maritime